# Casbia albivertex
Casbia albivertex är en fjärilsart som beskrevs av W. Warren 1906. Casbia albivertex ingår i släktet Casbia och familjen mätare. Inga underarter finns listade i Catalogue of Life.